# Czerwie (zespół muzyczny)
Czerwie – andrychowski zespół muzyczny powstały w 2000 roku. Muzycy swoją twórczość określają psychofolkiem.

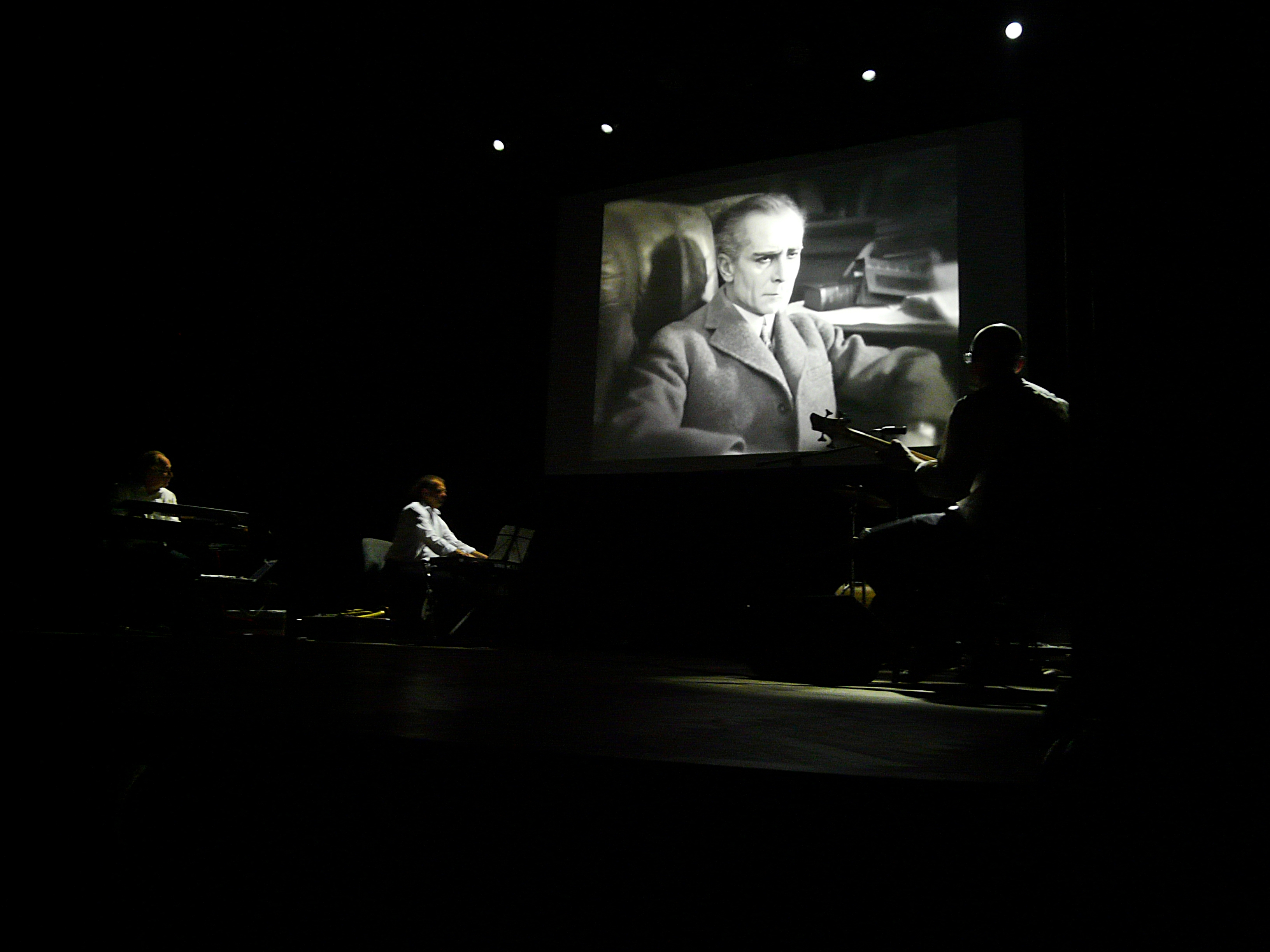
Czerwie na scenie Międzynarodowych Prezentacji Multimedialnych „Ambient Festival” w Gorlicach w 2020r.

## Historia
W roku 2004 Czerwie wydały album "Padlina" m.in. z gościnnym udziałem Maćka Maleńczuka. Rok 2008 przyniósł limitowany projekt pt. "Otwarta Sztuka Dla Ludu", który niejednokrotnie gościł na antenach stacji radiowych. Na płycie pojawili się aktorzy z Teatru Powszechnego (m.in. Mariusz Benoit), producenci muzyki elektronicznej i wielu innych przyjaciół zespołu. W roku 2012 miała swoją premierę najnowsza produkcja zespołu, różnorodna stylistycznie płyta „Melanż” uznana przez krytyków za jedną z najlepszych płyt wydanych w 2012 roku w Polsce. W 2013 roku ukazała się płyta ze ścieżką dźwiękową do filmu "Nosferatu Symfonia Grozy", będącą zapisem trasy koncertowej z filmem. W międzyczasie grupa tworzy muzykę do sztuk teatralnych, filmów niemych, dokumentu i fabuły. W swoim dorobku ma już ponad 500 koncertów.
Czerwie są twórcami i wykonawcami muzyki do spektaklu Piotra Cieplaka "Albośmy to jacy, tacy" na podstawie "Wesela" Stanisława Wyspiańskiego (Teatr Powszechny im. Zygmunta Hübnera w Warszawie, 2007). Sztukę wystawiono 50-krotnie w stolicy, kilkakrotnie emitowano w TVP Kultura. Zespół zaproszono również do zagrania koncertu w programie „Poza kontrolą” w TVP Kultura, który reżyserował Xawery Żuławski.

## Dyskografia
- "Padlina" (2004, wyd. Fonografika[2])
- "Otwarta Sztuka Dla Ludu" (2008, Czerwie Records)
- "Melanż" (2012, Offside Records)
- "Czerwie Nosferatu Live" (2013, Czerwie Records)
- "CZERWIE METROPOLIS LIVE" (2017, Czerwie Records)[3]

- Audiobook "Hedonista" (2014, Autorzy: Łoza, Mamcarz, Lew Starowicz. Muzyka: Czerwie)

## Filmografia
Filmy nieme z muzyką zespołu Czerwie na żywo:
- "Nosferatu – symfonia grozy" (1922), (reż. F.W. Muranau)
- "Brzdąc" (1921), (reż. Charlie Chaplin)
- "Sobotnia Góra", (reż. Marta Filipiak)
- Dokument fabularyzowany o obozie koncentracyjnym dla dzieci w Łodzi pt. "Nie wolno się brzydko bawić", (reż. Urszula Sochacka)
- "Mumia" (1932 ), (reż. Karl Freund), (obs. Boris Karloff)
- "Mania: Historia pracownicy fabryki papierosów", (reż. Eugen Illés), (obs. Pola Negri)
- "Pan Tadeusz (film 1928), (reż. Ryszard Ordyński)
- "Metropolis" (1927), (reż. Fritz Lang)